# Хмелево (гміна Заремби-Косьцельні)
Хмелево (пол. Chmielewo) — село в Польщі, у гміні Заремби-Косьцельні Островського повіту Мазовецького воєводства.
Населення — 350 осіб (2011).
У 1975-1998 роках село належало до Ломжинського воєводства.

## Демографія
Демографічна структура станом на 31 березня 2011 року:
|          | Загалом | Допрацездатний вік | Працездатний вік | Постпрацездатний вік |
| -------- | ------- | ------------------ | ---------------- | -------------------- |
| Чоловіки | 187     | 48                 | 118              | 21                   |
| Жінки    | 163     | 27                 | 98               | 38                   |
| Разом    | 350     | 75                 | 216              | 59                   |